# Bank Inwestycyjny (bank państwowy)
Bank Inwestycyjny – bank państwowy istniejący w latach 1948–1970, zajmujący się finansowaniem inwestycji, przede wszystkim budownictwa mieszkaniowego.

## Historia
Założony w 1948 rozpoczął działalność w 1949 na podstawie rozporządzenia Ministra Skarbu, na mocy dekretu o reformie bankowej z 1948. Do zadań banku należało finansowanie projektów inwestycyjnych, w tym budownictwa mieszkaniowego oraz gospodarki terenowej. Z uwagi na nieprecyzyjnie zdefiniowany zakres zadań, bank wchodził w spory kompetencyjne z pozostałymi bankami istniejącymi w tamtym okresie.
W latach 1957–1964 bankiem kierował Kazimierz Mijal.
Zlikwidowany 1 stycznia 1970 na mocy rozporządzenia Rady Ministrów z 1969. Majątek oraz zadania zostały przejęte przez Bank Handlowy w Warszawie w zakresie aktywów związanych z procesami finansowania inwestycji przedsiębiorstw handlu zagranicznego, Bank PKO BP w zakresie aktywów związanych z kredytowaniem budownictwa indywidualnego i Narodowy Bank Polski w pozostałych obszarach działalności.